# لورتا سویت
لورتا سویت (انگلیسی: Loretta Swit; ۴ نوامبر ۱۹۳۷ – ۳۰ مه ۲۰۲۵) هنرپیشه اهل ایالات متحده آمریکا بود. وی از سال ۱۹۶۷ مشغول فعالیت بود. از جمله فیلم‌های او می‌توان به آبجو و مش اشاره کرد.